# Nokrek
Nokrek és la muntanya més alta de les muntanyes Tura, una de les serres de les muntanyes Garo, a la part occidental de la població de Tura. La muntanya s'eleva de manera destacada de la resta de muntanyes que la rodegen i tant el cim com els costats tenen abundant vegetació amb arbres. La seva altura és de 1.442 msnm.